# Газпром страхование
Газпром страхование (до марта 2022 года — ВТБ Страхование) — крупная российская страховая компания, относящаяся к системообразующим.
Входит в топ 10 страховых компаний России по сборам страховых премий (в 2012 и 2013 годах — 9-е место, в 2014—2016 годах — 7-е место), по итогам 2016 года занимает 9-е место по текущей медиаактивности среди страховых компаний .
В 2018 году все страховые компании группы «ВТБ Страхование» были приобретены страховой компанией «Согаз»
. В марте 2022 года контрольный пакет компании (51%) был приобретён «Газпромом», компания была переименована в ООО СК «Газпром страхование».

## Руководство компании
- Носов Владимир Михайлович — исполняющий обязанности генерального директора[10].

## Деятельность
Компания работает на страховом рынке с 2000 года, под брендом «ВТБ Страхование» — с 2008 года, под брендом «Газпром страхование» — с 2022.
«ВТБ Страхование» осуществляет деятельность по всем видам страхования юридических и физических лиц, включая обязательное медицинское страхование и страхование жизни, а также услуги перестрахования.
Страховой и перестраховочной деятельностью компания занимается на основании лицензий ЦБ РФ № 3398 от 17 сентября 2015 года (серии СЛ (на личное страхование), СИ (страхование имущества), ОС (обязательные виды страхования) и ПС (перестрахование)).
Перестраховочная защита портфеля компании обеспечивается договорами с ведущими международными и российскими страховыми и перестраховочными компаниями.
«ВТБ Страхование» имеет разветвленную региональную сеть. Общество представлено в 57 субъектах РФ 39 филиалами и более чем 250 точками продаж.
В 2014 году после перехода трех страховых компаний под контроль «ВТБ Страхование» происходит формирование страховой группы под брендом «ВТБ Страхование». В её состав вошли компании: «ВТБ Страхование жизни» (бывш. «МСК-Лайф»), «ВТБ Медицинское страхование» (бывш. «Совита») и перестраховочная компания «Москва Ре».
В настоящее время «ВТБ Страхование» владеет 99,9% процентов уставного капитала ООО «ВТБ Медицинское Страхование», крупнейшей компании федерального уровня. В сентябре 2018 года рейтинговое агентство «Эксперт РА» подтвердило рейтинг надежности и качества услуг страховой медицинской организации «ВТБ МС» на уровне А++, прогноз по рейтингу – стабильный.
«ВТБ Страхование» является членом Всероссийского союза страховщиков, Российского Союза Автостраховщиков, Национального союза страховщиков ответственности, Межрегионального союза медицинских страховщиков, Российской ассоциации авиационных и космических страховщиков, Российского антитеррористичекого страхового пула.
«ВТБ Страхование» — лауреат премии «Финанс. 2009» в номинации «За стремительное развитие на страховом рынке» и премий «Эксперт РА» в номинациях «За быстрый старт», «За уверенный рост бизнеса» и «За активный рост банкострахования». Компания награждена Дипломом лидера банковского страхования в номинации «Стратегические программы партнерства с банками».

### Кредитные рейтинги
Рейтинговое агентство «Эксперт РА» присвоило «ВТБ Страхование» рейтинг надежности на уровне A++ (исключительно высокий уровень надежности).
Рейтинговое агентство НКР в 2023 году присвоило ООО СК «Газпром страхование» кредитный рейтинг AAA.ru со стабильным прогнозом, в 2024 году оценка была подтверждена.